# Metody (prawosławny patriarcha Antiochii)
Metody (ur. 1771, zm. 1850) – prawosławny patriarcha Antiochii w latach 1823–1850.